# Neurigona deformis
Neurigona deformis är en tvåvingeart som beskrevs av Van Duzee 1913. Neurigona deformis ingår i släktet Neurigona och familjen styltflugor. Inga underarter finns listade i Catalogue of Life.